# Linz AG
Die Linz AG
(Eigenschreibweise LINZ AG) ist eine österreichische Holding, die Energieversorgung, kommunale Dienste und öffentlichen Nahverkehr in Linz und weiteren 115 Gemeinden in Oberösterreich anbietet. Sie ging im Oktober 2000 aus den ehemaligen Einzelbetrieben Elektrizitäts-, Fernwärme und Verkehrsbetriebe AG (ESG) und Stadtbetriebe Linz (SBL) hervor. Alleineigentümer ist die stadteigene Unternehmensgruppe Stadt Linz Holding GmbH.

## Konzernstruktur und Beteiligungen
Der Linz AG-Konzern besteht aus der Holdinggesellschaft und aus operativen Gesellschaften:
- Linz Strom Gas Wärme GmbH für Energiedienstleistungen und Telekommunikation,
- Linz Netz GmbH,
- Linz Linien GmbH für öffentlichen Personennahverkehr,
- Linz Service GmbH für Infrastruktur und Kommunale Dienste (zuständig für Wasser, Abwasser, Bäder, Abfall, Friedhöfe und Bestattung),
- Managementservice Linz GmbH (zuständig für interne Dienstleistungen des Konzerns).

Die Holdinggesellschaft hält ferner Anteile an der NSL GmbH, der Energie AG Oberösterreich und der LIWEST Kabelmedien GmbH. Die oben genannten operativen Gesellschaften halten selbst auch Anteile an weiteren Gesellschaften, zum Beispiel die Linz Service GmbH an der Donaulager GmbH oder die Linz Strom Gas Wärme GmbH an der Linz Energie Service GmbH, der Linz Gas Vertrieb GmbH & Co KG oder der Linz Strom Vertrieb GmbH & Co KG.
Im Markenauftritt verwenden die Gesellschaften die Bezeichnung Linz AG, so bezeichnet sich die Linz Linien GmbH etwa als Linz AG Linien.
Nach dem Rücktritt von Klaus Luger (SPÖ) als Linzer Bürgermeister wurde die Linzer Vizebürgermeisterin Karin Hörzing (SPÖ) im September 2024 Aufsichtsratsvorsitzende der Linz AG.

### Linz AG Holding
Die Anteile an den oben genannten Gesellschaften hält die Holdinggesellschaft LINZ AG für Energie, Telekommunikation, Verkehr und Kommunale Dienste. Diese nimmt interne Aufgaben wahr und umfasst die Kernbereiche Konzernentwicklung, Marketing, Finanzen, Personal, Recht, Revision und Public Relations.

### Linz Strom Gas Wärme GmbH

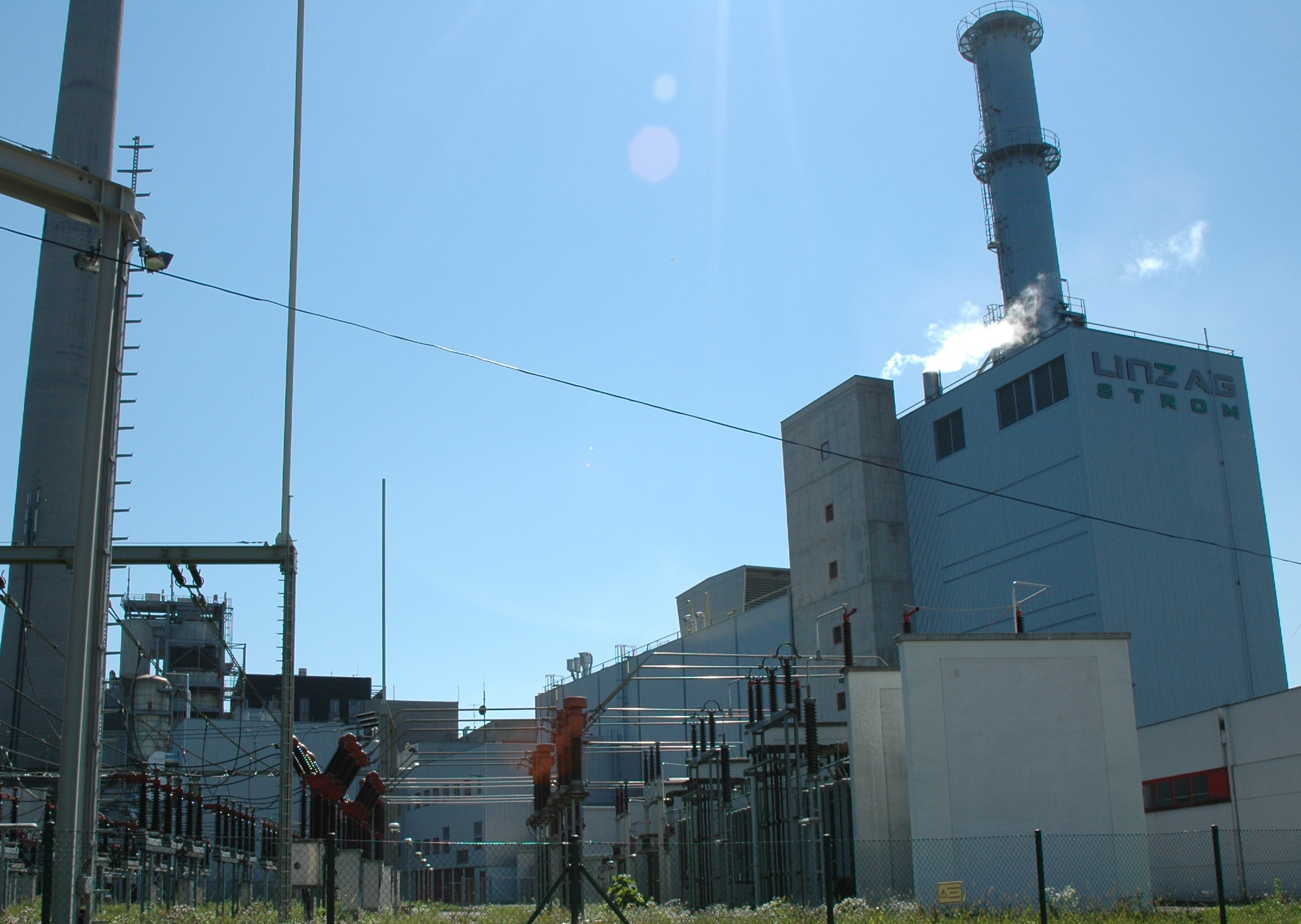
Gasheizkraftwerk der Linz Strom Gas Wärme GmbH im Linzer Industriegebiet

Innerhalb der Linz Strom Gas Wärme GmbH gibt es folgende Geschäftsbereiche: Energiemanagement, Energieerzeugung, Wärme & Kälte, Energie Vertrieb, Telekom und Energie-Dienstleistungen.

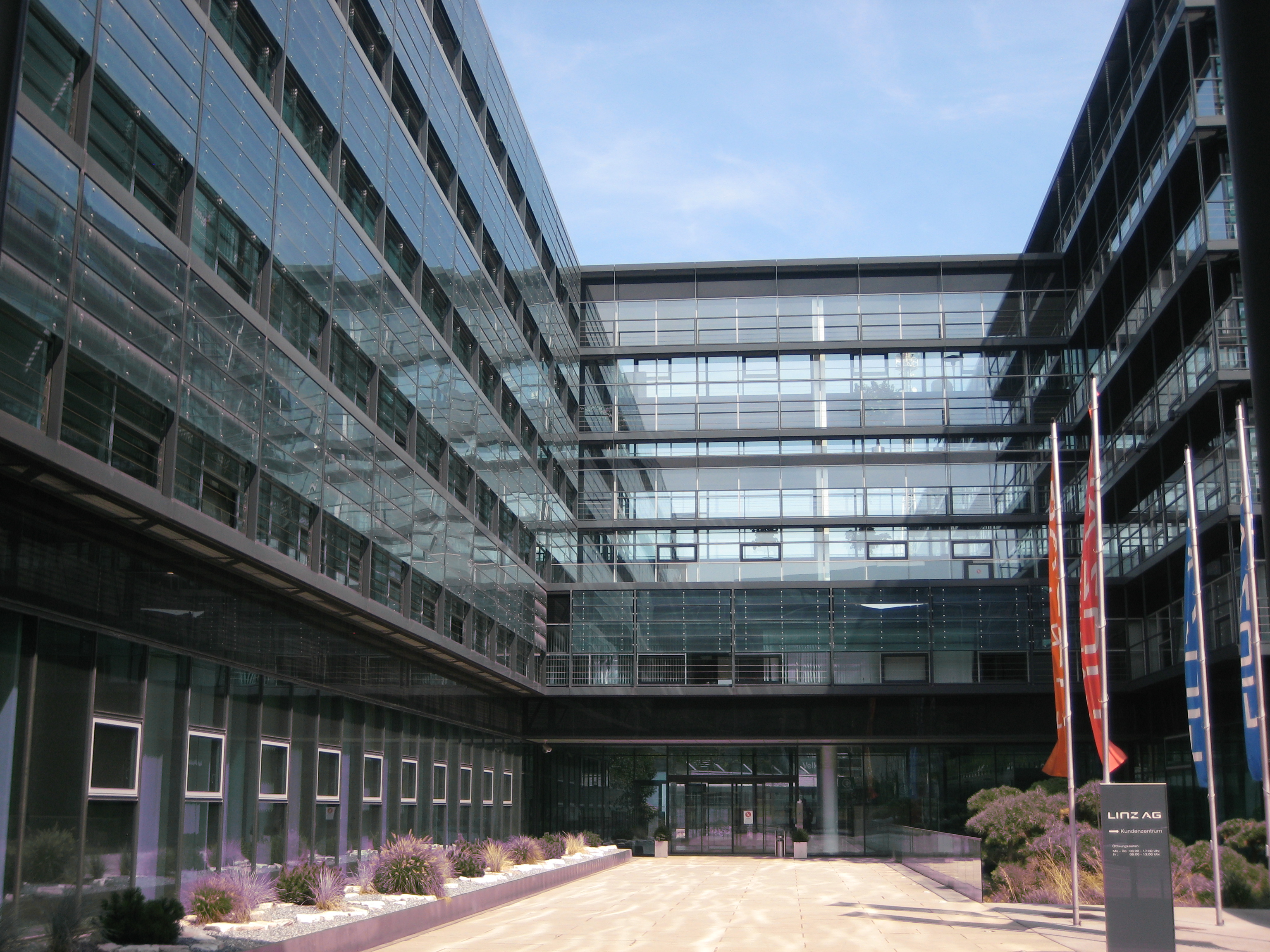
Niederlassung der Linz AG GB Telekommunikation in der Wiener Straße

Die Linz Strom Gas Wärme GmbH betreibt zwei Fernheizkraftwerke (Linz-Mitte und Linz-Süd), ein Biomassekraftwerk und vier kleinere Wasserkraftwerke (bis zu 9 MW) zur eigenen Stromerzeugung. Mit Fernwärme aus den Fernheizkraftwerken und dem Biomassekraftwerk werden Linz und 26 weitere Gemeinden versorgt. Die Erzeugung von Fernwärme wurde am 1. Oktober 1970 erstmals vom Fernheizkraftwerk Linz-Mitte aufgenommen.
Die Linz Gas Vertrieb GmbH & Co KG ist der Erdgas-Lieferant der Linz AG und versorgt Kunden in diesen Gemeinden sowie Kunden die vom liberalisierten Erdgasmarkt Gebrauch machen aus ganz Österreich.
Die Linz Strom Gas Wärme GmbH wird unter der Marke Linz AG Telekom als Informations- und Kommunikationsprovider tätig. Mit rund 100 Mitarbeitern und einem seit 1986 ausgebauten Lichtwellenleiter-Netz von insgesamt 3000 km Länge ist sie einer der größten regionalen Glasfasernetzbetreiber. Das Kernversorgungsgebiet erstreckt sich auf die Region Oberösterreich.
Der Konzern nahm am 2012 initiierten EU-weiten Projekt «eSESH – Saving Energy in Social Housing with ICT» zum Thema „energiesparendes Verhalten als Beitrag zum Klimaschutz“ teil, mit dem das Energiebewusstsein von Wohnungsmietern erhöht und damit langfristig Energie gespart werden soll.

### Linz Netz GmbH
Die Linz Netz GmbH betreibt ein 8322 km langes Stromnetz, 28 Umspannwerke und 2993 Trafostationen, um die Stromversorgung an etwa 288.000 Standorten (Zählpunkten) in Linz und weiteren 82 Gemeinden zu gewährleisten.
Das 2041 km lange Erdgas-Netz der Linz Netz GmbH versorgt Kunden an 48.910 Standorten (aktive Gaszähler) in Linz und 29 weiteren Gemeinden mit Erdgas.

### Linz Linien GmbH

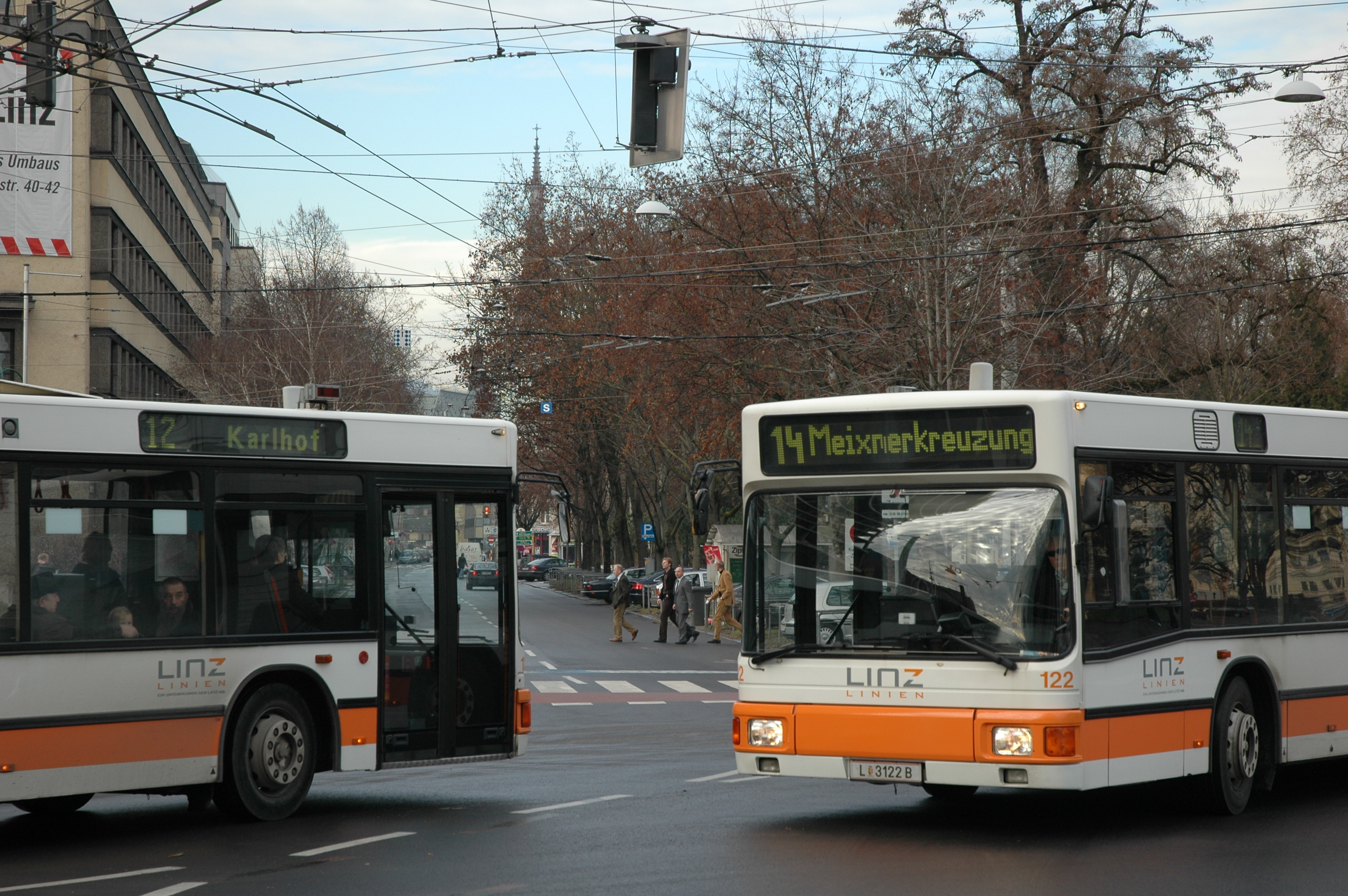
Zwei inzwischen ausgemusterte Busse der Linz Linien AG beim Volksgarten

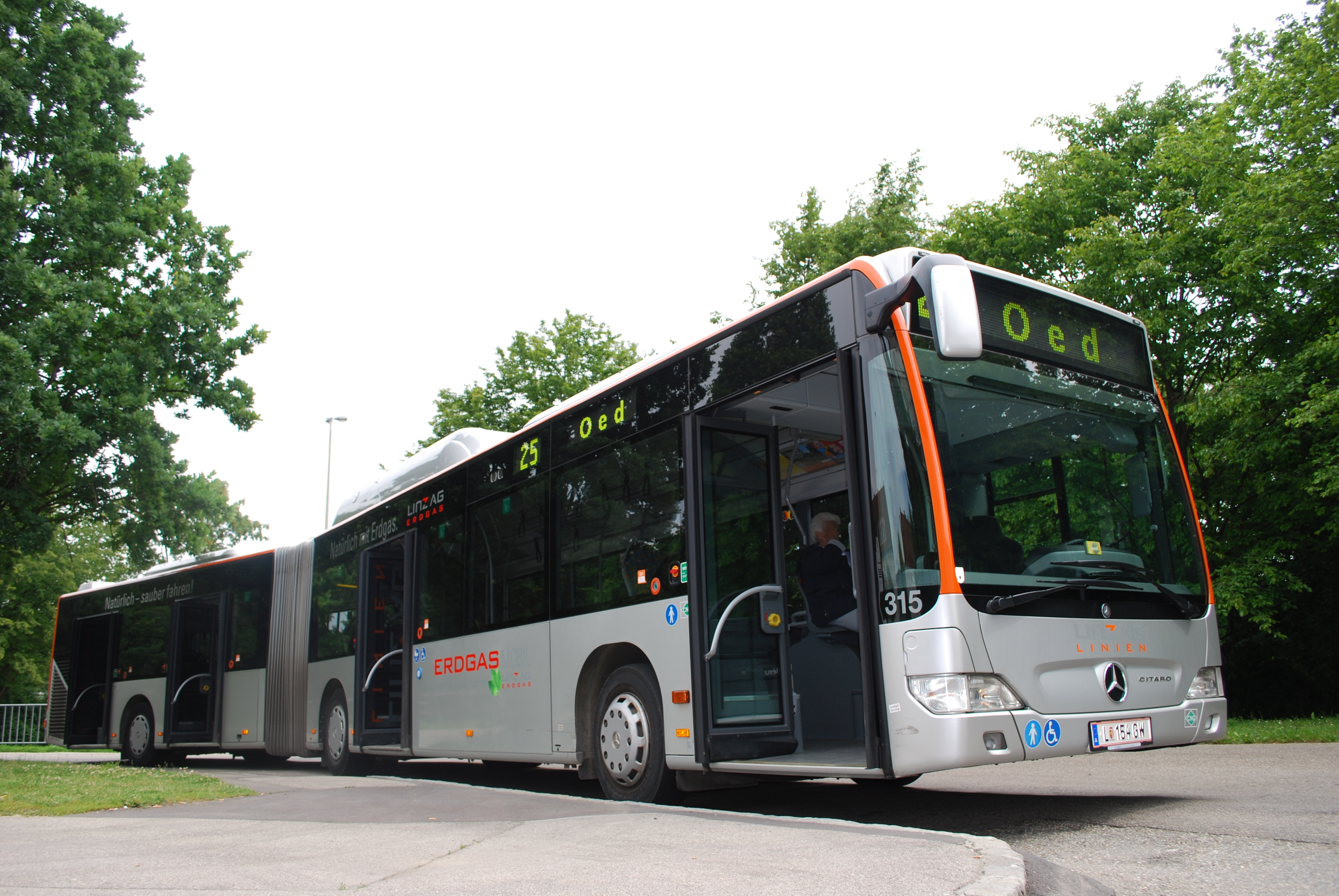
Linzer Erdgasbus an der Haltestelle Karlhof

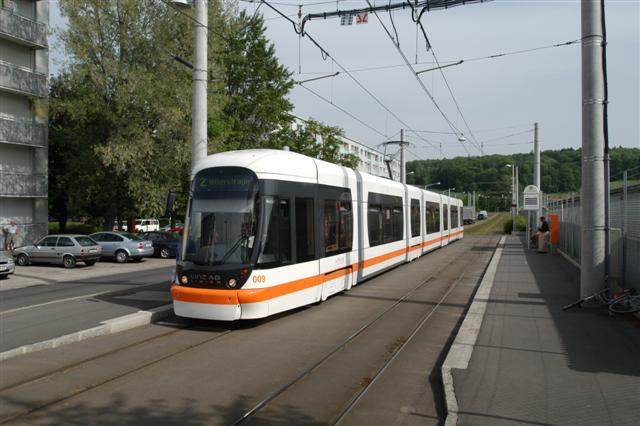
Der Cityrunner: die neue Straßenbahn-Generation in Linz

Die Tochtergesellschaft Linz Linien GmbH betreibt die Straßenbahn Linz, die Oberleitungsbusse Linz und die städtischen Buslinien. Auf den insgesamt 35 Linien (5 Straßenbahnlinien einschließlich der Pöstlingbergbahn, 4 Oberleitungsbuslinien, 10 reguläre Autobuslinien, 5 Schnellbuslinien und 11 Stadtteilbuslinien) befördern 188 Fahrzeuge jährlich über 113 Millionen Fahrgäste. Das Streckennetz in Linz umfasst rund 210 Kilometer. Auf die einzelnen Linien heruntergebrochen, haben die Straßenbahnlinien die höchsten Fahrgastzahlen zu verzeichnen, wobei die Linie 1 (Universität bis Auwiesen) ist mit 23,2 Millionen Personen die meisten Menschen befördert. Nach ihr folgen die Linie 2 (Universität bis solarCity) mit 22,6 Millionen Fahrgästen, die Linie 4 (Landgutstraße bis Schloss Traun) mit 10,5 Millionen Fahrgästen und die Linie 3 (Landgutstraße bis Trauner Kreuzung) mit 8,7 Millionen Fahrgästen. Die angegebenen Zahlenwerte beziehen sich auf das Geschäftsjahr 2018 (1. Oktober 2017 bis 30. September 2018). Neben den erwähnten 35 Linien verkehren seit März 2009 in den Morgenstunden (zwischen dem Betriebsende um ca. 0:00 Uhr bis zum Betriebsbeginn um ca. 4:00 Uhr) der Samstage, Sonntage und Feiertage auch 3 Nachtlinien (seit Dezember 2009 handelt es sich um die Straßenbahnlinien N82 und N84 und um die Buslinie N82). Zu den Linz Linien gehört ebenso die Linzer Grottenbahn am Pöstlingberg.
Im Sommer 2009 wurden anlässlich des Kulturhauptstadtjahres erstmals die Haltestelleninformationen der Linie 3 in Mundart angesagt. Auch wurden neue künstlerisch gestaltete Tickets aufgelegt und es sind neue Uniformen zum Einsatz gekommen.

### Linz Service GmbH
Die Linz Service GmbH ist für kommunale Dienstleistungen und Infrastruktur zuständig. Die Linz Service GmbH beinhaltet die kommunalen Geschäftsbereiche (GB) Wasserversorgung, Abwasserentsorgung, Abfallentsorgung, Hafen, Bäder, Bestattung & Friedhöfe und IWA. Eng verbunden mit dem Linzer Hafen ist die Österreichische Donaulager GmbH, eine 100%ige Tochtergesellschaft der Linz Service GmbH.

#### Geschäftsbereich Wasserversorgung
Aus sechs Wasserwerken (Scharlinz, Goldwörth, Plesching, Fischdorf, Heilham und Haid) wird über ein Wassernetz die Wasserversorgung von Linz und 21 Vertragsgemeinden betreut. Die Wasserförderung im Geschäftsjahr 2011/12 betrug etwa 20,3 Mio. m³. Neben der Wassergewinnung, zu der u. a. die Wasserwerke gehören, gibt es noch die Abteilungen Wasserverteilung Linz, Wasserverteilung Umlandgemeinden und die Abteilung Planung und Dokumentation.

#### Geschäftsbereich Abwasserentsorgung
Über ein 1108 km langes Kanalnetz (davon 572 km in Linz) wird das Abwasser zur Regionalkläranlage Asten geleitet; das Abwasser der nördlich der Donau liegenden Regionen wird dabei durch den Donaudüker gepumpt. Insgesamt 41 Gemeinden sind an das Abwassernetz angeschlossen. Weitere Abteilungen dieses Geschäftsbereiches sind neben der Regionalkläranlage Asten die Grundstücksentwässerung, der Kanalbauhof der Stadt Linz und die Abteilung Kanalbau und -planung.

#### Geschäftsbereich Abfallentsorgung
Die Mülldeponie Asten (HMD Fisching) wird ebenfalls von der Linz AG – Linz Service GmbH betrieben. Im Geschäftsjahr 2011/12 wurden 38.717 t Restabfälle entsorgt, 12.232 t Biomüll und 17.130 t Altpapier. Zu diesem Geschäftsbereich gehören zusätzlich vier Altstoffsammelzentren (ASZ Wiener Straße, ASZ Mostnystraße, ASZ Nebingerknoten und ASZ Dallingerstraße), eine Mechanisch-biologische Abfallbehandlungsanlage (MBA), die 2012 eröffnete Reststoff-Aufbereitungsanlage (RABA) und eine Bioabfall-Kompostieranlage.

#### Geschäftsbereich Bäder
Ebenfalls in den Bereich von der Linz Service GmbH fällt die Betreuung von vier Hallenbädern mit Sauna (Fitnessoase Parkbad, Wellnessoase Hummelhof, Erlebnisoase Schörgenhub, Familienoase Biesenfeld) – drei davon mit angeschlossenem Freibad, und einer reinen Saunaanlage (Saunaoase Ebelsberg). Weiters werden sieben kleinere Kinderfreibäder und drei Badeseen (Pichlinger See, Pleschinger See, kleiner Weikerlsee) betreut.
Des Weiteren betreibt die Linz Service GmbH zwei Eishallen, drei Kunsteisbahnen sowie den Camping- und Zeltplatz am Pleschingersee.

#### Geschäftsbereich Bestattung und Friedhöfe

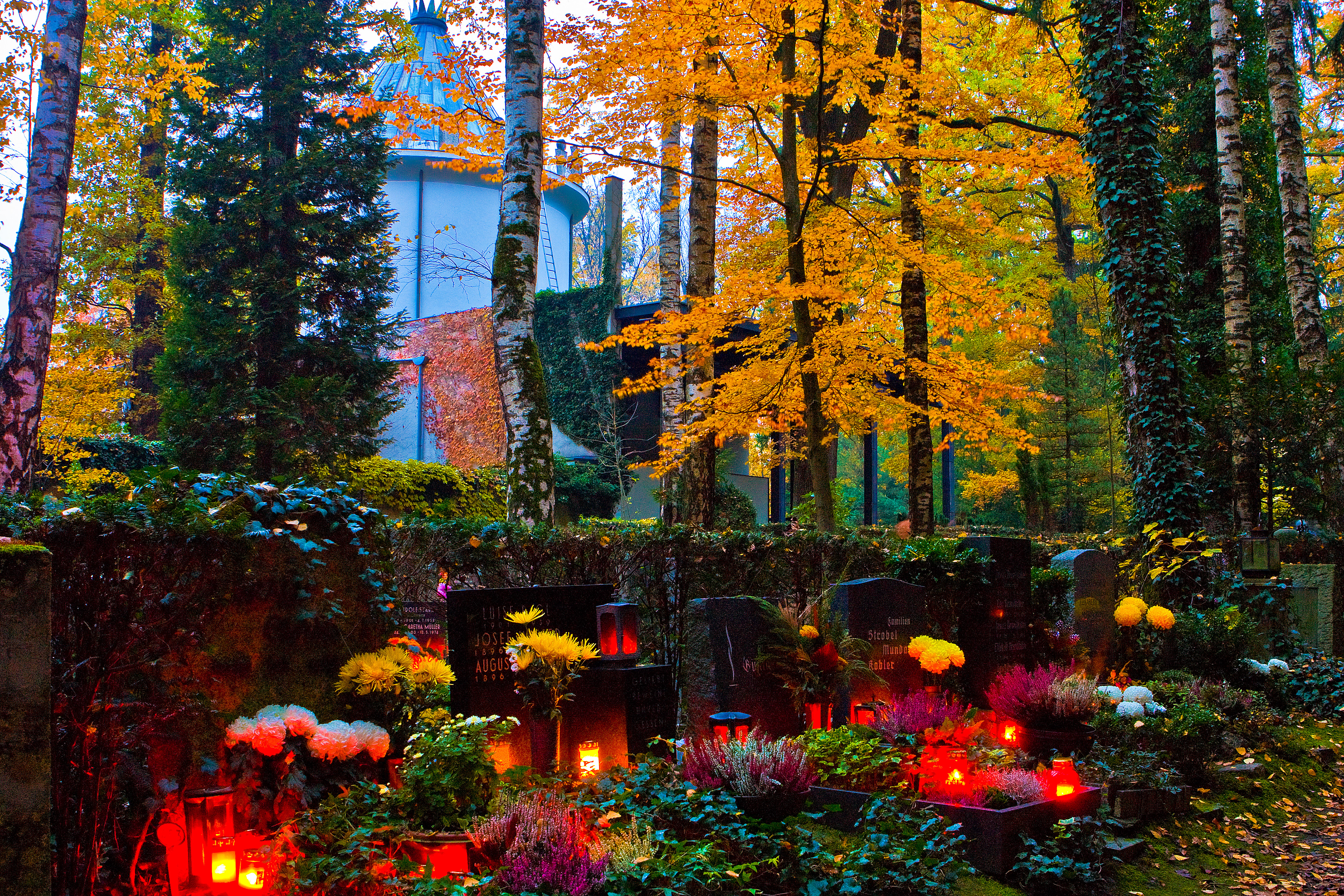
Urnenhain zu Allerseelen

Die vier im Eigentum der Stadt Linz befindlichen Friedhöfe Stadtfriedhof Linz/St. Martin, Urnenhain Urfahr, Urnenhain Kleinmünchen und Bergfriedhof Pöstlingberg stehen unter der Verwaltung der LINZ AG. Die Gesamtfläche der Friedhöfe beträgt rund 675.000 m².
Am Urnenhain Urfahr betreibt die Linz AG ein Krematorium mit 2 Öfen, 38 Kühlkammern und 8 Aufbahrungsräume mit nachfolgendem Verabschiedungsraum. Pro Jahr werden rund 3000 Kremierungen durchgeführt, die Kapazitäten reichen für 3600 Fälle pro Jahr.

#### Geschäftsbereich Hafen

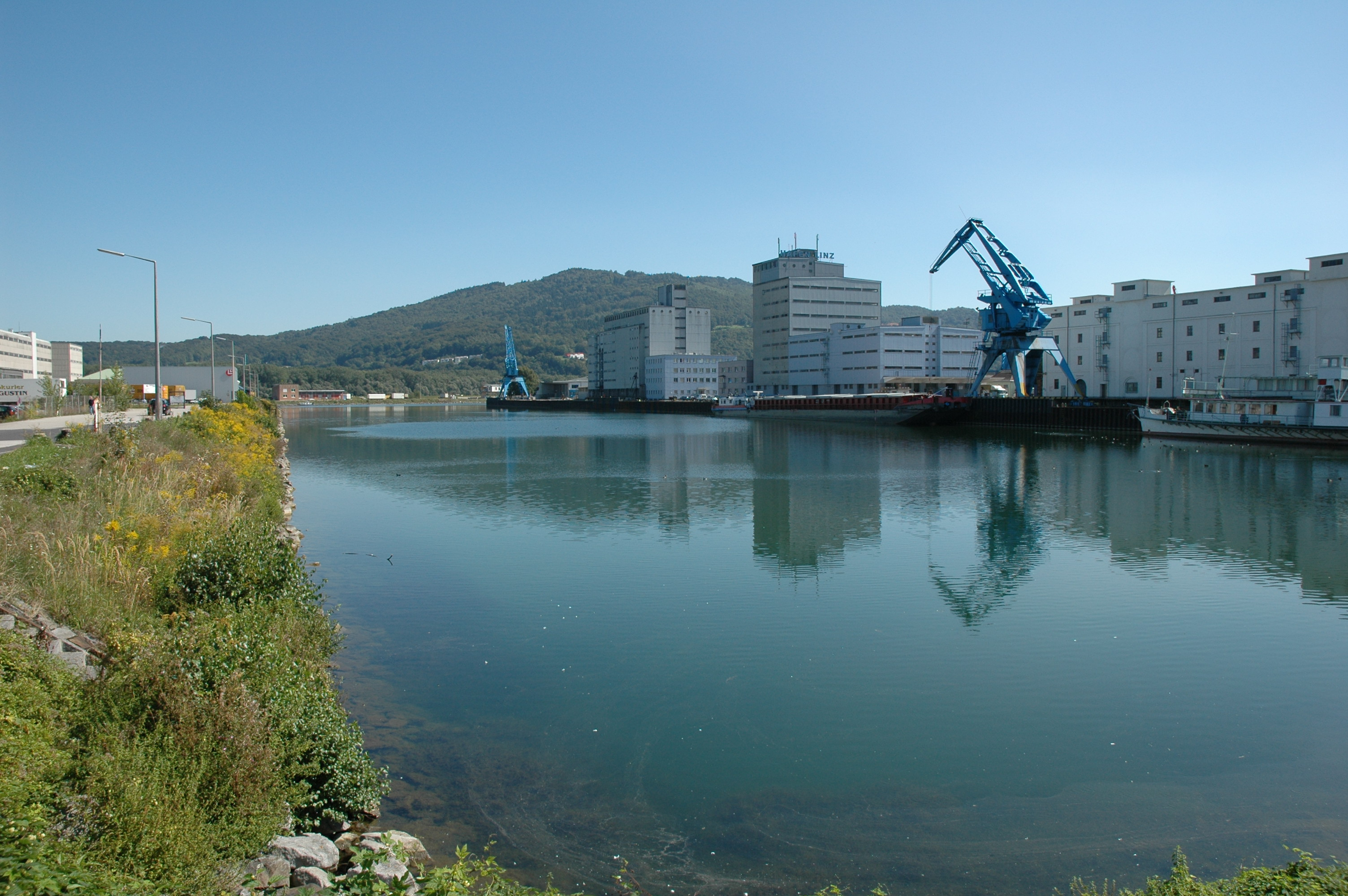
Der Handelshafen

Im Linzer Handelshafen werden jährlich etwa 3,1 Mio. t Güter umgeschlagen (Stand Geschäftsjahr 2011/12). Die Lagerfläche der Linz AG beträgt 48.000 m² gedeckter Fläche und 7.500 m² Freilagerfläche. Es werden hier jährlich an die 210.000 Container (TEU) umgeschlagen.
Eine Attraktion des Hafens ist das MS Eduard, ein Eisbrecherschiff, welches auch für Hafenrundfahrten gemietet werden kann.

#### Geschäftsbereich IWA
Zusätzlich, als kleinster Geschäftsbereich der Linz Service GmbH, wird noch das Institut für Wasseraufbereitung, Abwasserreinigung und -forschung (kurz: IWA) betrieben, welches Trinkwasser- und Abwasseruntersuchungen, Emissionsmessungen, Bodenuntersuchungen u. v. m. im Auftrag der Linz AG, aber auch für Privatpersonen und Gewerbe- und Industriebetriebe tätigt.

### Managementservice Linz GmbH
Diese GmbH nimmt interne Aufgaben wahr. Auch Bauprojekte, wie zum Beispiel die Errichtung der neuen Hauptbibliothek, fallen als Tochtergesellschaften in den Bereich der Managementservice Linz GmbH.
Folgende Servicebereiche sind dort angesiedelt: Informationsmanagement, Beschaffung, Facility Management, Kundenservice und Baumanagement.

## Geschichte der Vorläufergesellschaft ESG
TEG und Vorläufer (1880 bis 1923)

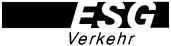
Das letzte Logo der ESG

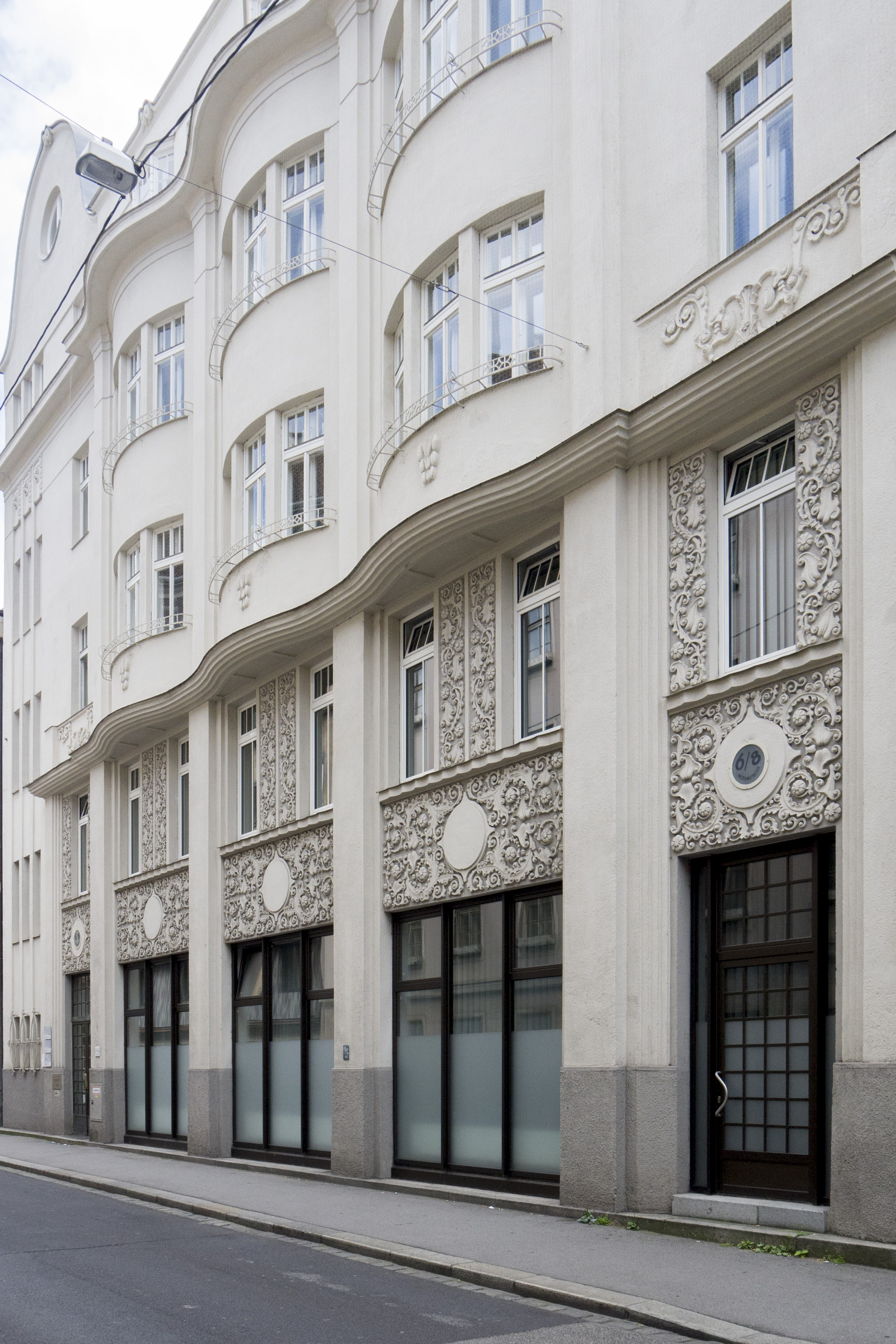
Ehemalige ESG-Direktion im Balzarek-Haus in der Museumstraße

Die Betreibergesellschaft der Linzer Pferdetramway (eröffnet 1880) war die Linzer Tramway Gesellschaft, 1885 umbenannt in Tramway Linz–Urfahr, L. Ph. Schmidt & Cie. 1887 kaufte der Linzer Kaufmann Hermann Hofmann die Gesellschaft, die nun unter Tramway Linz–Urfahr, H. Hofmann firmierte. Hofmann verkaufte die Tramway 1896 an das Consortium für die Errichtung elektrischer Anlagen in Linz. 1897 wurde die Tramway- und Elektrizitäts-Gesellschaft Linz–Urfahr (TEG) gegründet, die das Kraftwerk und die elektrische Straßenbahn mit allen Rechten und Pflichten vom Consortium übernahm.
ESG (1923 bis 2000)

Am 5. Juni 1923 wurde die Gesellschaft in Elektrizitäts- und Straßenbahn-Gesellschaft Linz (ESG) umbenannt. 1939 wurde wegen des deutschen Aktiengesetzes die Firma in Linzer Elektrizitäts- und Straßenbahn Aktiengesellschaft geändert. 1975 erfolgte aus steuerlichen Gründen eine Übertragung der Gesellschaft auf die am 12. Dezember 1975 gegründete Linzer Elektrizitäts-, Fernwärme- und Verkehrsbetriebe Aktiengesellschaft. Die alte Gesellschaft war zu einem kleinen Teil (1,8 %) in Privatbesitz, weswegen einige Steuer- und Gebührenbefreiungen nicht ausgenützt werden konnten. Die neue ESG (die Abkürzung wurde beibehalten) gehörte zu 100 % der Stadt Linz.

## Vorläufergesellschaft SBL – Stadtbetriebe Linz GmbH
Die zweite Vorläufergesellschaft der Linz AG waren die SBL-Stadtbetriebe Linz GmbH. Gegründet wurden diese 1970 und gingen aus den ehemaligen Stadtwerken hervor. Die SBL beinhaltete folgende Geschäftsbereiche: Wasser, Abwasser, Abfall, Hafen, Bäder, Bestattung und Friedhöfe, IWA, die heute in der Linz Service GmbH angesiedelt sind. Zusätzlich gab es noch die Geschäftsbereiche Gas, Installation (beide heute in der Linz Gas/Wärme GmbH), Baumanagement und Zentralwerkstätten und Fuhrpark (beide heute in der Managementservice Linz GmbH).
Knapp vor der Fusion mit der ESG zur Linz AG übernahm die SBL die Betreuung der Friedhöfe (vorher nur Bestattung) im Jahr 1997 und im Jahr 1999 wurde der Geschäftsbereich Abfall (vom Magistrat) eingegliedert.

In den Stadtwerken (Vorläufer der SBL vor 1970) gab es noch die Bereiche städtische Volksküchen und städtischer Schlachthof.

## Kritik
Im Jahr 2015 wurde der LINZ AG der Negativpreis Big Brother Award in der Kategorie Behörden und Verwaltung verliehen, für die zwingende Umstellung auf Smart-Meter.